# 金华府

金华府在浙江省的位置（1820年）

金华府是明、清两代隶属于浙江省的一个府，“上八府”之一，辖区相当于今日的金华市（除去原宣平县地区）。
金华府源自婺州，元朝至正二十年（1360年），朱元璋政权改宁越府为金华府。明初下辖七县：金华县（首县）、兰溪县、永康县、义乌县、东阳县、武义县、浦江县。明朝成化七年（1471年）置汤溪县，自此形成八婺格局。辛亥革命后，全国废府，废。

## 外部連結
[在维基数据编辑]
 《欽定古今圖書集成·方輿彙編·職方典·金華府部》，出自陈梦雷《古今圖書集成》